# 川村正己
川村 正己（かわむら まさみ、1953年2月17日 - ）は、日本のプロゴルファー。

## 来歴
1979年の日本プロでは2日目に68、3日目には67をマークして2日連続60台で中村通・草壁政治・常陸文男と並んでの5位タイに着け、最終日には石井裕士と並んでの7位タイ に入った。
1979年のジーン・サラゼン ジュンクラシックでは初日を山本善隆・高橋五月・石井秀夫・郭吉雄（中華民国）と共に4アンダー68の首位タイでスタートし、2日目には山本と共に宮本康弘・小林富士夫と並んでの3位タイに着けた。
同年の日本オープンでは初日に2アンダー70をマークし、アマチュアの金子柱憲、上野忠美・窪田茂・水野紀文と並んでの首位タイでスタートしたが、2日目には3オーバー75とスコアを乱して後退。
1981年のKBCオーガスタでは初日を石井秀夫・鈴木規夫・謝敏男（中華民国）、デビッド・イシイ（アメリカ）、浦西武光・小林恵一・高井吉春・重信秀人と共に69の5位タイでスタートした。
1986年の日経カップ 中村寅吉メモリアルでは2日目・最終日69、3日目67と4日間中3日間60台をマーク。関東オープンでは初日18位タイ→2日目23位タイで迎えた3日目には69をマークし、村上隆・藤木三郎・泉川ピート・岩井隆と並んでの3位タイに浮上。
1987年の日経カップ 中村寅吉メモリアルでは初日を杉田勇・渡辺司・陳志明（中華民国）・秋富由利夫・入野太・倉本昌弘・出口栄太郎・海老原清治・小泉清一・小林富士夫・須貝昇・飯合肇と並んでの8位タイでスタートし、2日目には尾崎直道・友利勝良・小泉・水巻善典・湯原信光と並んでの6位タイに着けた。
1992年のPGAフィランソロピートーナメントを最後にレギュラーツアーから引退し、神奈川県横須賀市の佐野ゴルフガーデンでレッスンを担当。